# Вуковарський десант
Вуковарський десант відбувався в часі з 8 по 10 грудня 1944 року, є спільною радянсько-югославською операцією, був здійснений з кораблів радянської Дунайської військової флотилії під час боїв в Югославії проти нацистських сил.

## Передумови та задум десантування
Початком грудня 1944 року у перебігу Будапештської наступальної операції частина сил 3-го Українського фронту, котрим керував маршал Федір Толбухін, вела наступальні бої поблизу угорсько-югославського кордону, маючи завданням підтримку з півдня військ у напрямі головного удару; Дунайська військова флотилія допомагала наступаючим військам на Дунаї.
Згідно задуму операції десант мав висадитися поблизу Вуковара та зайняти місто, перерізавши прибережне шосе, цим самим відтягти на себе сили противника. Тієї ж ночі 68-го стрілецького корпусу Третього Українського фронту разом з 12-м армійським корпусом НВАЮ мали прорвати ворожу оборону, на світанку обігнути Вуковар з південного сходу та з'єднатися із силами десанту. Поставлене завдання було надмірно складним для виконання — Вуковар знаходився за 37 кілометрів від фронтової лінії в гірській лісистій місцевості; можливо, радянське керівництво сподівалося повторити успіх військ фронту у часі Белградської операції, однак сили противника вже були підготовані до оборони.
До складу десанту було виділено 305-й батальйон морської піхоти — яким командував майор Дмитро Мартинов, кулеметний батальйон зі складу 1-го гвардійського укріпленого району Третього Українського фронту та 5-та піхотна бригада НВАЮ — загалом понад 2000 бійців, їх десантування здійснювали катери 2-ї бригади річкових кораблів, для більшої несподіванки висадження мало відбуватися без артилерійської підготовки; загальне керівництво десантною операцією здійснював командуючий флотилією віце-адмірал Сергій Горшков, групою десанту керував капітан 2-го рангу Олександр Аржавкін.

## Перебіг десантування
Кораблі Дунайської флотилії вирушили увечері 7 грудня та до планованого місця підійшли по водному відтинку Сотін — Вуковар непомічено, тому десантування стало для противника несподіваним. Першою йшла рота Єгора Ларікова, в швидкому часі десант перехоплює шосе, до того місця висувається танкова колона противника, зав'язується запеклий нічний бій, у якому було підбито 4 танки. Після того десантні сили пробиваються до Вуковара, протягом напруженого нічного бою радянськими силами займається значна частина міста та було захоплено 2 танки справні; створено плацдарм по фронту 3 кілометри і вглиб — 2 км.
Однак радянські сухопутні війська після початкового просування були зупинені силами противника й не змогли пробитися до Вуковара; командування наказує десантникам перейти до оборони. Проти десанту німецьке керівництво кидає близько 5000 вояків та до 70 танків і гармат. Розпочалися бої, найнапруженіші — по флангах, що прилягали до річки, оскільки нацистські сили намагалися відрізати десант від Дунаю. У цьому часі велику допомогу надають десантникам кораблі Дунайської флотилії — вогневу підтримку надавали 9 артилерійських та 4 мінометні катери — на них були змонтовані реактивні установки «катюша», підтримували десант і берегові батареї флотилії з-за Дунаю — у складі десанту було кілька коректувальників вогню із раціями; загалом було відбито до 20 атак. Вбачаючи неможливість сил фронту в швидкому часі пробитися до Вуковара, з пропозиції командуючого флотилією десант 10 грудня знімається.
Нацистські сили намагалися знищити десант в часі евакуації, тому вона відбувалася під час жорсткого неперервного бою, однак вдалося вивезти повний склад десантників кораблями флотилії. В боях десанту за Вуковар загинуло 527 десантників, евакуйовано близько 1200, з них 520 поранених; літаки Люфтваффе потопили 2 бронекатери, десант втратив всю артилерію.
Десантна операція не дала позитивних наслідків через неуспіх наступу радянських сухопутних частин, однак десантники завдяки добрій організації змогли 3 доби вести бій з переважаючими силами противника.
Радянськими та югославськими силами Вуковар був зайнятий у квітні 1945 року, при цьому теж здійснювався десант з катерів Дунайської флотилії.

## Вшанування
Радянські та югославські бійці в часі боїв за Вуковар часто приходило на допомогу один одному, радянські офіцери та навіть солдати брали на себе керівництво югославськими підрозділами.
П'ять моряків Дунайської флотилії за участь в десанті отримали звання Героя СРСР, серед них — Ларіков Єгор Григорович, шостою стала медсестра Катерина Михайлова (Дьоміна) — аж в 1990 році. Кілька сотень бійців були нагороджені радянськими та югославськими бойовими орденами та медалями.